# Liste der Biografien/Smith, S
Liste der Biografien |
Portal Biografien |
S Personensuche
# |
A |
B |
C |
D |
E |
F |
G |
H |
I |
J |
K |
L |
M |
N |
O |
P |
Q |
R |
S |
T |
U |
V |
W |
X |
Y |
Z |
?
 
Sa |
Sb |
Sc |
Sd |
Se |
Sf |
Sg |
Sh |
Si |
Sj |
Sk |
Sl |
Sm |
Sn |
So |
Sp |
Sq |
Sr |
Ss |
St |
Su |
Sv |
Sw |
Sy |
Sz
 
Sma |
Smb |
Sme |
Smi |
Smj |
Smo |
Smr |
Smu |
Smy
 
Smia |
Smic |
Smid |
Smie |
Smig |
Smij |
Smik |
Smil |
Smir |
Smis |
Smit
 
Smita |
Smite |
Smith |
Smitk |
Smitr |
Smits |
Smitt
 
Smith, A |
Smith, B |
Smith, C |
Smith, D |
Smith, E |
Smith, F |
Smith, G |
Smith, H |
Smith, I |
Smith, J |
Smith, K |
Smith, L |
Smith, M |
Smith, N |
Smith, O |
Smith, P |
Smith, Q |
Smith, R |
Smith, S |
Smith, T |
Smith, U |
Smith, V |
Smith, W |
Smith, Y |
Smith, Z |
Smith? |
Smitha |
Smithe |
Smithi |
Smiths |
Smithw |
Smithy
Die Liste der Biografien führt alle Personen auf, die in der deutschsprachigen Wikipedia einen Artikel haben. Dieses ist eine Teilliste mit 80 Einträgen von Personen, deren Namen mit den Buchstaben „Smith, S“ beginnt.

## Smith, S
- Smith, S. Hunter (* 1828), US-amerikanischer Schausteller für Stereoskopien und Hackbrett-Spieler

### Smith, Sa
- Smith, Sam (* 1992), britische/r Sänger/in und Songwriter/inSam Smith (* 1992)

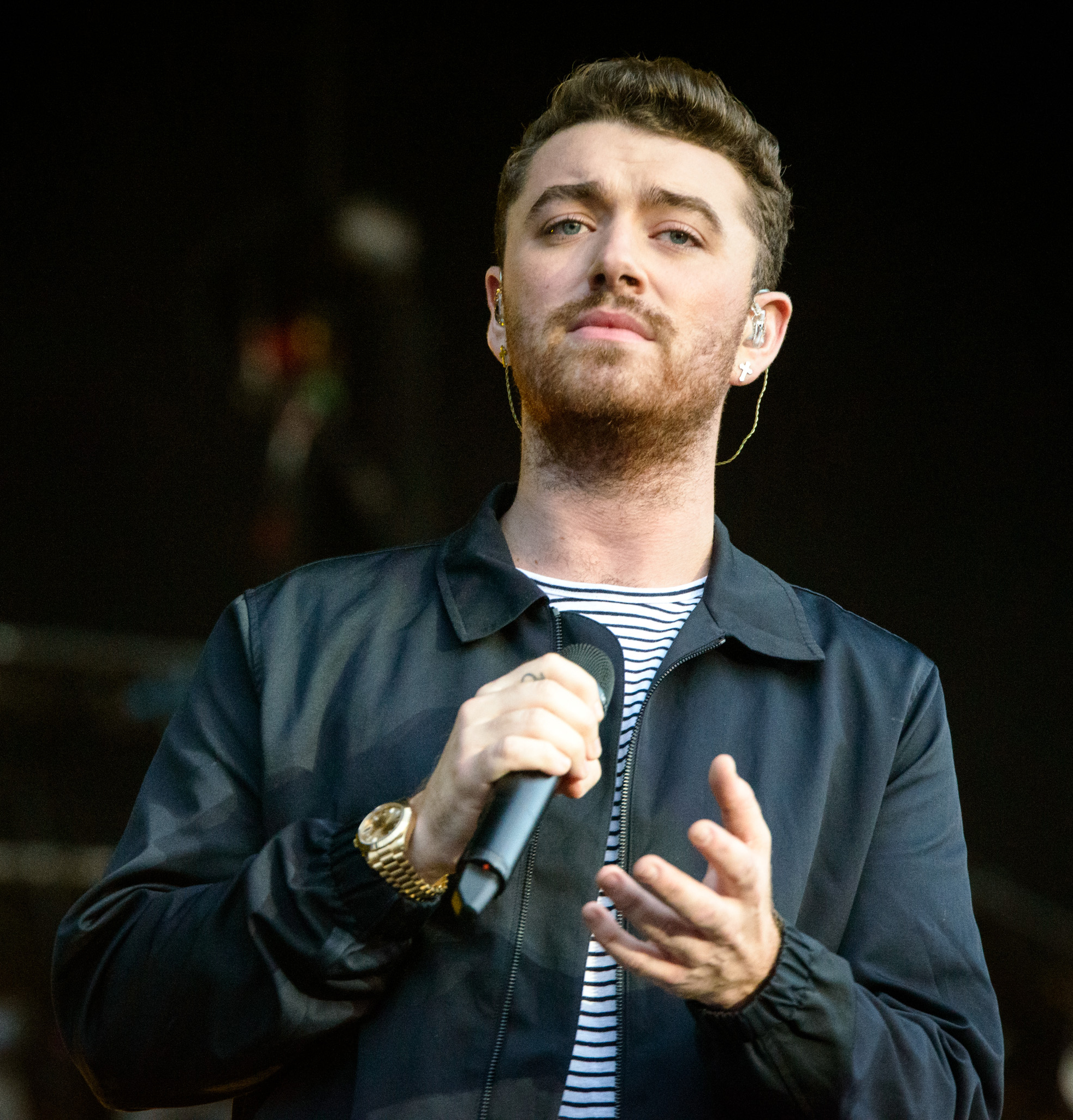
Sam Smith (* 1992)

- Smith, Samantha (* 1969), US-amerikanische Schauspielerin
- Smith, Samantha (1972–1985), US-amerikanische Schülerin, Friedensaktivistin und Schauspielerin
- Smith, Sammi (1943–2005), US-amerikanische Sängerin
- Smith, Sammy (* 2005), US-amerikanische Skilangläuferin
- Smith, Samuel (1752–1839), US-amerikanischer Offizier und Politiker
- Smith, Samuel (1765–1842), US-amerikanischer Politiker
- Smith, Samuel, US-amerikanischer Politiker
- Smith, Samuel (1927–2005), US-amerikanischer Chemiker und Erfinder
- Smith, Samuel A. (1795–1861), US-amerikanischer Politiker
- Smith, Samuel Axley (1822–1863), US-amerikanischer Politiker
- Smith, Samuel E. (1788–1860), US-amerikanischer Politiker, Gouverneur von Maine
- Smith, Samuel William (1852–1931), US-amerikanischer Politiker
- Smith, Sandra (* 1940), US-amerikanische Schauspielerin

### Smith, Sc
- Smith, Scott (* 1965), US-amerikanischer Schriftsteller und Drehbuchautor
- Smith, Scott (* 1995), schottischer Fußballspieler
- Smith, Scott Alan (* 1961), US-amerikanischer Theater- und Filmschauspieler, Theaterregisseur und Schauspiellehrer
- Smith, Scott D. (* 1953), US-amerikanischer Tonmeister

### Smith, Se
- Smith, Sean (* 1965), US-amerikanischer Jazzmusiker (Kontrabass)
- Smith, Sean (* 1971), US-amerikanischer Freestyle-Skier
- Smith, Sean (* 1987), US-amerikanischer American-Football-Spieler

### Smith, Sh
- Smith, Shannon (* 1961), kanadische Schwimmerin
- Smith, Shawn, US-amerikanischer Schiedsrichter im American Football
- Smith, Shawnee (* 1969), US-amerikanische SchauspielerinShawnee Smith (* 1969)

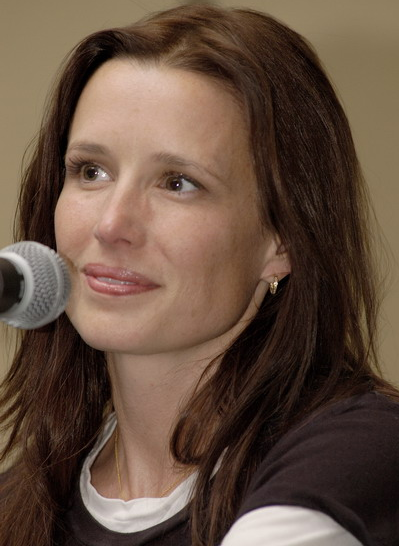
Shawnee Smith (* 1969)

- Smith, Shelby (1927–2020), US-amerikanischer Politiker
- Smith, Shepard (* 1964), US-amerikanischer Nachrichtenmoderator
- Smith, Sherman (* 1954), US-amerikanischer American-Football-Spieler und -Trainer
- Smith, Shi (* 1998), US-amerikanischer Footballspieler
- Smith, Shirley W. (1875–1959), US-amerikanischer Autor, Vizepräsident der University of Michigan
- Smith, Shy (* 2000), kanadische TikTokerin

### Smith, Si
- Smith, Sid (1889–1948), britischer Boxer
- Smith, Sid (1925–2004), kanadischer Eishockeyspieler und -trainer
- Smith, Sidney (1764–1840), britischer Admiral
- Smith, Sidney (1877–1935), US-amerikanischer Comiczeichner und Cartoonist
- Smith, Sidney (1908–1990), englischer Billard- und Snookerspieler
- Smith, Sidney Earle (1897–1959), kanadischer Politiker
- Smith, Sinjin (* 1957), US-amerikanischer Volleyballspieler
- Smith, Six Cylinder, US-amerikanischer Bluesmusiker

### Smith, So
- Smith, Soapy (1860–1898), amerikanischer Geschäftsmann
- Smith, Solly (1871–1933), US-amerikanischer Boxer im Federgewicht
- Smith, Sonelius (* 1942), US-amerikanischer Jazzpianist, Komponist, Arrangeur und Musikpädagoge
- Smith, Sonja (* 1990), namibische Investigativjournalistin
- Smith, Sophie (* 1986), australische Wasserballspielerin
- Smith, Sophus Theodor Krarup (1834–1882), dänischer Geologe, Lehrer und Inspektor in Grönland

### Smith, Sp
- Smith, Spencer (* 1973), britischer Triathlet

### Smith, St
- Smith, Stacey (* 1954), US-amerikanische Eiskunstläuferin
- Smith, Stan (* 1946), US-amerikanischer TennisspielerStan Smith (* 1946)

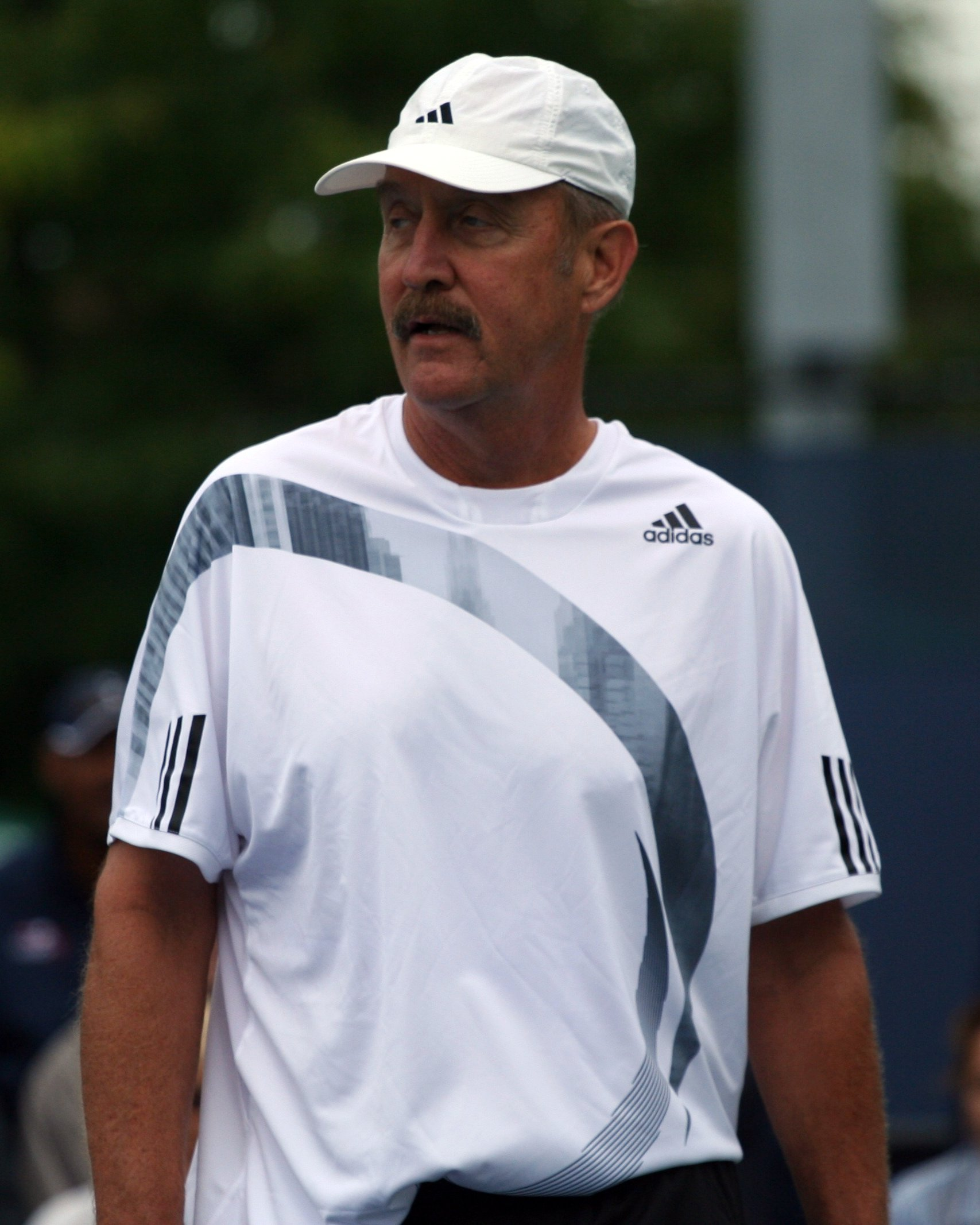
Stan Smith (* 1946)

- Smith, Stephen (* 1955), australischer Politiker
- Smith, Stephen (* 1956), US-amerikanisch-französischer Journalist und Afrikanist
- Smith, Stephen (* 1985), britischer Boxer
- Smith, Stephen A. (* 1952), britischer Historiker
- Smith, Stephen D. (* 1948), US-amerikanischer Mathematiker
- Smith, Stephen G., US-amerikanischer Offizier, Generalleutnant der US-Army
- Smith, Stephenson Percy (1840–1922), neuseeländischer Landvermesser, Autor und Ethnologe
- Smith, Steve (* 1945), kanadischer Komiker, Schauspieler, Drehbuchautor, Produzent und Regisseur
- Smith, Steve (1951–2020), US-amerikanischer Leichtathlet
- Smith, Steve (* 1954), US-amerikanischer SchlagzeugerSteve Smith (* 1954)

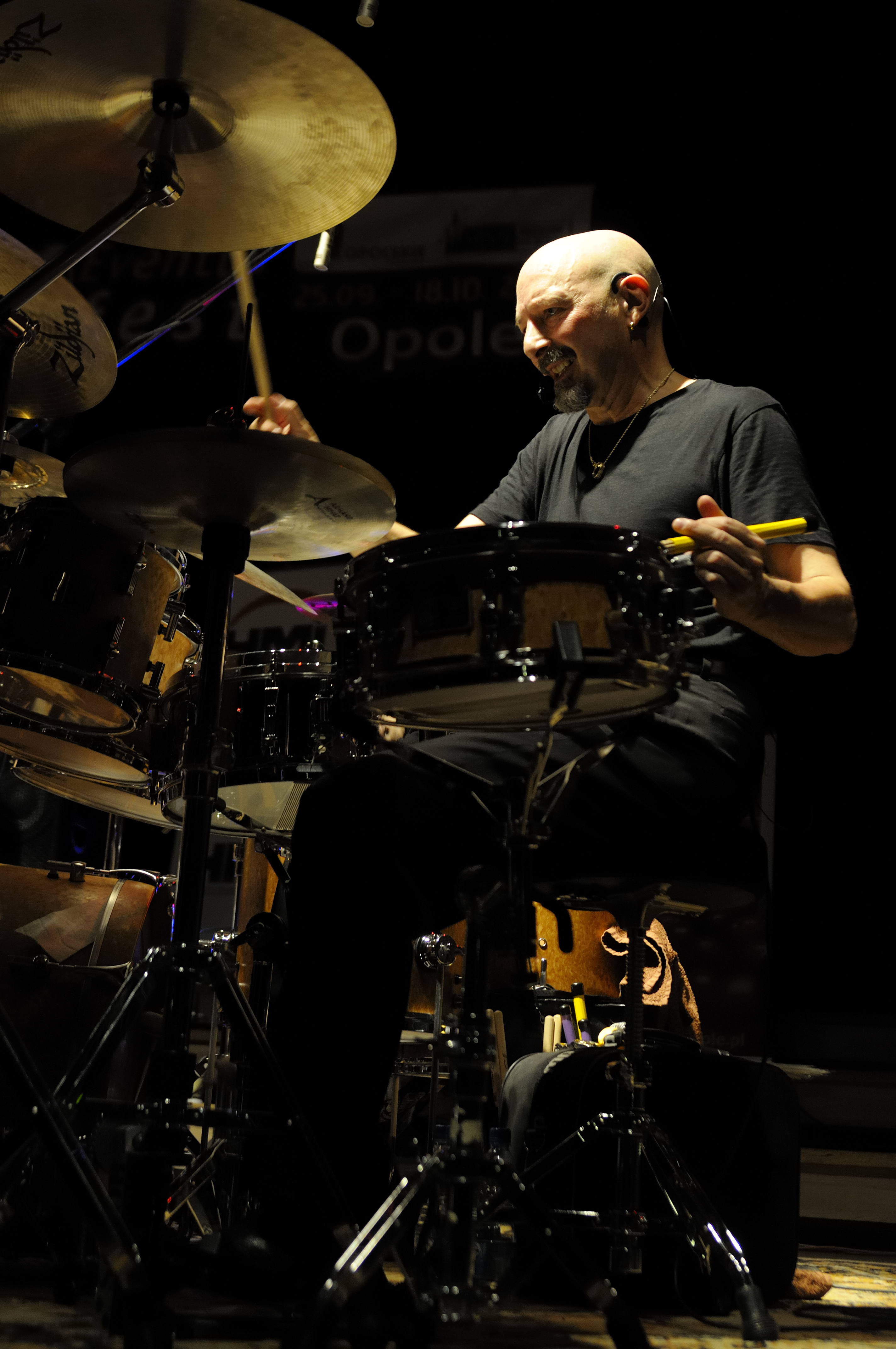
Steve Smith (* 1954)

- Smith, Steve (* 1963), kanadischer Eishockeyspieler
- Smith, Steve (* 1963), schottisch-kanadischer Eishockeyspieler
- Smith, Steve (* 1969), US-amerikanischer Basketballspieler
- Smith, Steve (* 1971), US-amerikanischer Hochspringer
- Smith, Steve (* 1973), britischer Hochspringer
- Smith, Steve (* 1979), US-amerikanischer American-Football-Spieler
- Smith, Steve (* 1989), australischer Cricketspieler
- Smith, Steve (1989–2016), kanadischer MountainbikerSteve Smith (1989–2016)

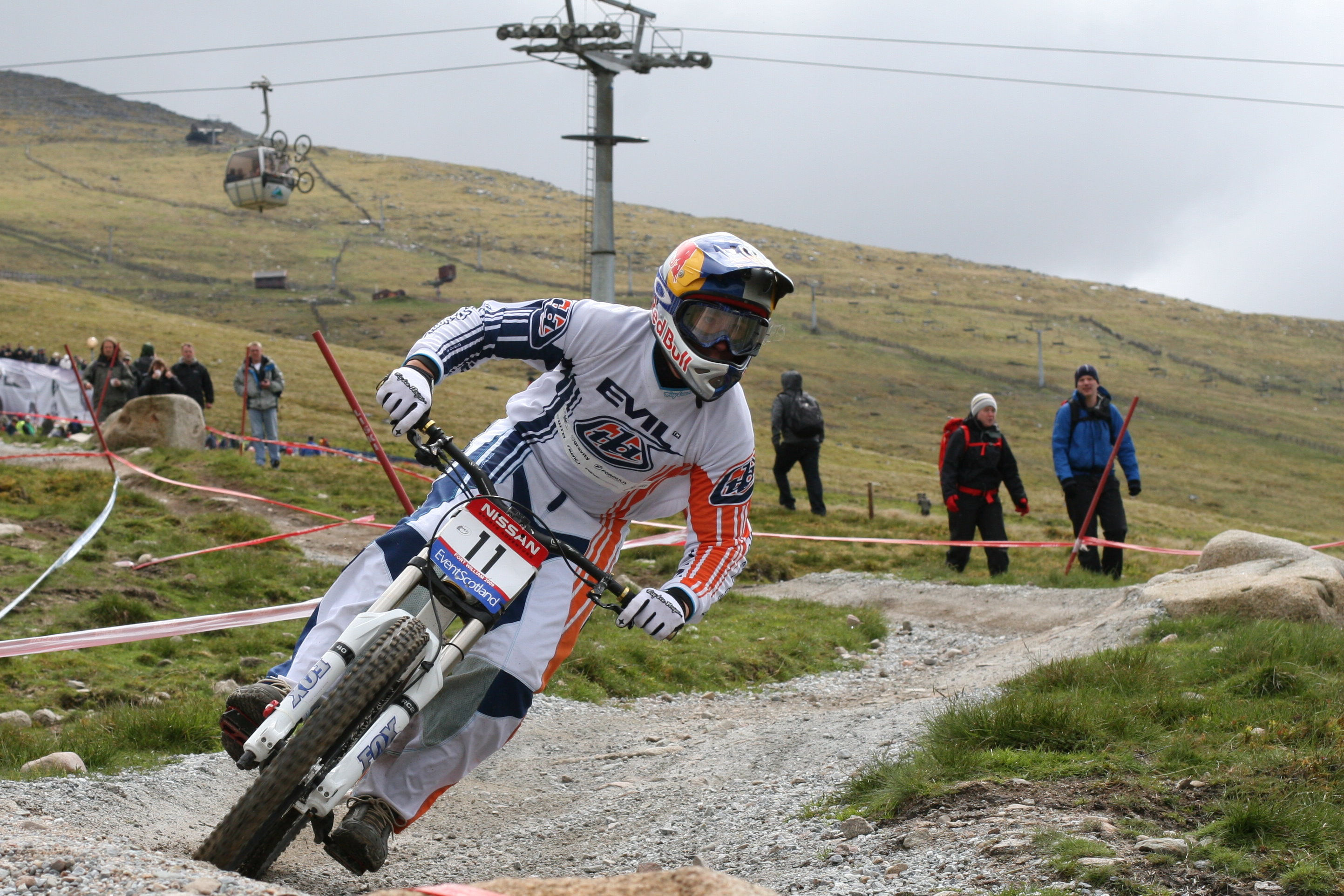
Steve Smith (1989–2016)

- Smith, Steven (* 1962), britischer Springreiter
- Smith, Steven (* 1983), US-amerikanischer Basketballspieler
- Smith, Steven (* 1985), schottischer Fußballspieler
- Smith, Steven Lee (* 1958), US-amerikanischer Astronaut
- Smith, Stevie (1902–1971), britische Dichterin und Romanautorin
- Smith, Stuff (1909–1967), US-amerikanischer Jazzmusiker und Violinist

### Smith, Su
- Smith, Sue (* 1979), englische Fußballspielerin
- Smith, Sukie (* 1964), britische Schauspielerin und Musikerin

### Smith, Sv
- Smith, Svend (1907–1985), dänischer Phonetiker

### Smith, Sy
- Smith, Sydney (1883–1969), britischer Rechtsmediziner
- Smith, Sydney (1927–2011), deutscher Latein-Didaktiker und Lehrer
- Smith, Sydney Howard (1872–1947), englischer Tennis- und Badmintonspieler
- Smith, Sylvester C. (1858–1913), US-amerikanischer Politiker
- Smith, Symba (* 1970), US-amerikanische Schauspielerin